# Ferdinand Jakob Schmidt
Ferdinand Jakob Schmidt (* 20. Dezember 1860 in Mettlach; † 4. März 1939 in Berlin) war ein deutscher Philosoph und Pädagoge.

## Leben
Schmidt verlor seinen Vater, Ferdinand Schmidt, im Alter von sechs Jahren. Er besuchte das Gymnasium in Landsberg (Warthe), nach dem Umzug der Eltern nach Berlin das Friedrichwerdersche Gymnasium, das er 1882 mit dem Abitur verließ. Anschließend studierte er an der Berliner Universität zunächst Theologie, dann Philosophie. Hier wurde er Mitglied der Landsmannschaft Thuringia. Er schloss seine Studien 1888 mit der Promotion ab. Thema der Dissertation war Herder's pantheistische Weltanschauung. Seine Lehrer waren insbesondere Wilhelm Dilthey, Erich Schmidt und Ludwig Geiger. Zum philosophischen Neuhegelianismus wurde er durch Adolf Lasson gebracht.
1906 wurde er Oberlehrer am Dorotheen-Lyzeum in Berlin. Von 1906 bis 1913 war er Direktor des Margarethen-Lyceums in Berlin-Mitte Ifflandstraße 9–11 und wurde 1913 gegen den Willen der Fakultät zum Honorar-Professor für Pädagogik an der Berliner Universität ernannt. Von 1916 bis 1918 engagierte er sich in der Fichte-Gesellschaft von 1914.
Der Germanist Wieland Schmidt war sein Sohn.

## Schriften
- Herder's pantheistische Weltanschauung. Mayer & Müller, Berlin 1888
- Das Ärgernis der Philosophie. Eine Kantstudie. Gaertner, Berlin 1897
- Grundzüge der konstitutiven Erfahrungsphilosophie als Theorie des immanenten Erfahrungsmonismus. Behr, Berlin 1901
- Der Niedergang des Protestantismus . Eine religionsphilosophische Studie. Weidmann, Berlin 1904
- Zur Wiedergeburt des Idealismus. Dürr, Leipzig 1908
- Der Christus des Glaubens und der Jesus der Geschichte, nebst einer religionsphilosophischen Abhandlung über die Kirche.  Diesterweg, Frankfurt a. M. 1910
- Die weltgeschichtliche Mission des Protestantismus. Berlin-Schöneberg: Protestantischer Schriftenvertrieb, 1910
- Das Problem der nationalen Einheitsschule. Diederichs, Jena 1916
- Die Entchristlichung der Schule. Hutten, Berlin 1919
- Volksvertretung und Schulpolitik. Reimer, Berlin 1919
- Kant, der Geistesherold einer neuen Menschlichkeitsepoche. Diesterweg, Frankfurt a. M. 1924